# Sadako Sawamura
Pour les articles homonymes, voir Sawamura.
Sadako Sawamura (沢村貞子, Sawamura Sadako) née le 11 novembre 1908 et morte le 16 août 1996, est une actrice japonaise.

## Biographie
Sadako Sawamura apparaît dans plus de 250 films entre 1934 et 1975.
Ses frères sont les acteurs Daisuke Katō et Kunitarō Sawamura. Son autobiographie, My Asakusa, est traduite en anglais.
Elle a été mariée à l'acteur Kamatari Fujiwara de 1936 à 1946.

## Filmographie partielle
- 1934 : Ushio (潮?) de Shigeyoshi Suzuki
- 1934 : Geisha sandaiki (芸者三代記?) de Toshio Ōtani (ja)
- 1934 : Totsugu hi (嫁ぐ日?) de Masahisa Sunohara (en)

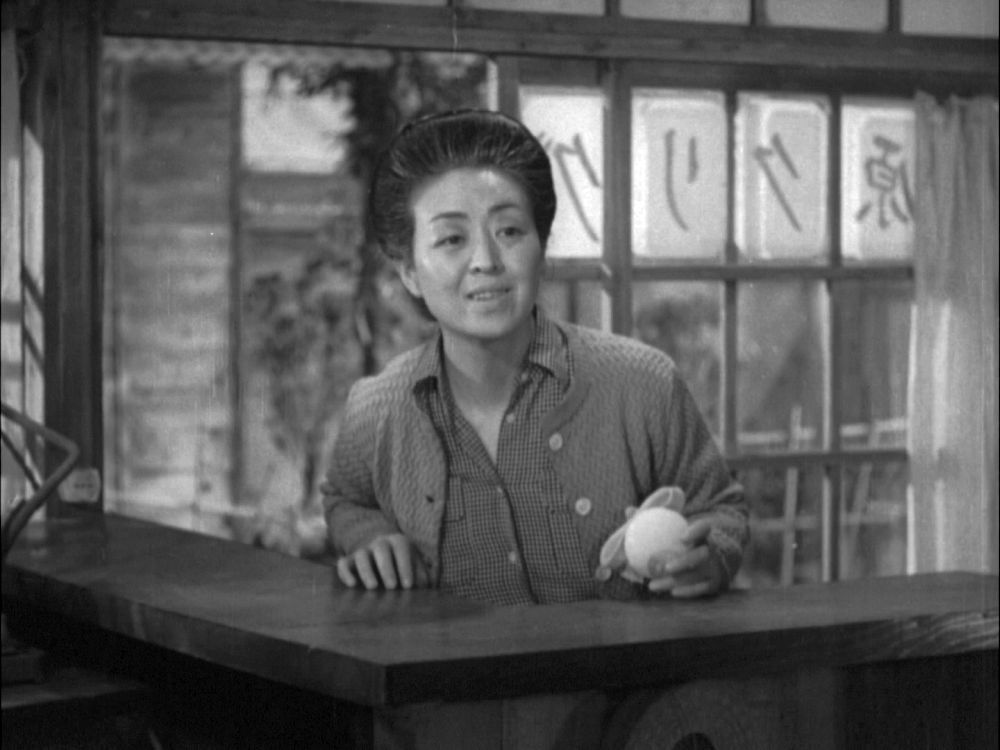
Sadako Sawamura dans La Mère (1952).

- 1935 : Shōshūrei (召集令?) de Kunio Watanabe : Oshime, la femme de Kamekichi
- 1935 : Uramachi no kokyogaku (うら街の交響曲?) de Kunio Watanabe : Oshime, la femme de Kamekichi
- 1939 : Sazen Tange, nouvelle édition (新篇 丹下左膳 隻手篇, Shinpen Tange Sazen: Hayate-hen?) de Satsuo Yamamoto : Otomi
- 1940 : Jusqu’au jour du mariage (嫁ぐ日まで, Totsugu hi made?) de Yasujirō Shimazu : la mariée
- 1940 : Niiduma kagami - Zenpen (新妻鏡 前篇?) de Kunio Watanabe : Umeko
- 1940 : Niiduma kagami - Kōhen (新妻鏡 後篇?) de Kunio Watanabe : Umeko
- 1940 : Quartier de femmes (女の街, Onna no machi?) de Tadashi Imai : Toyoko, la sœur aînée de Shinjiro
- 1941 : Kodakara fūfu (子宝夫婦?) de Torajirō Saitō : Onizuka
- 1941 : Cheval (馬, Uma?) de Kajirō Yamamoto et Akira Kurosawa : Kikuko Yamashita
- 1941 : Physiologie du mariage (結婚の生態, Kekkon no seitai?) de Tadashi Imai
- 1942 : Ma mère ne mourra jamais (母は死なず, Haha wa shinazu?) de Mikio Naruse : la femme d'Uemura
- 1945 : Le Chant de la victoire (必勝歌, Hisshōka?) de Masahiro Makino, Kenji Mizoguchi, Hiroshi Shimizu et Tomotaka Tasaka
- 1949 : Flamme de mon amour (我が恋は燃えぬ, Waga koi wa moenu?) de Kenji Mizoguchi
- 1949 : Le Tambour brisé (破れ太鼓, Yabure-daiko?) de Keisuke Kinoshita : Yasuko
- 1951 : La Danseuse (舞姫, Maihime?) de Mikio Naruse : Mitsue
- 1951 : La Marche nuptiale (結婚行進曲, Kekkon koshinkyoku?) de Kon Ichikawa
- 1952 : Monsieur Lucky (ラッキーさん, Rakki-san?) de Kon Ichikawa
- 1952 : La Vie d'O'Haru femme galante (西鶴一代女, Saikaku ichidai onna?) de Kenji Mizoguchi : Owasa
- 1952 : Tōkyō no koibito (東京の恋人?) de Yasuki Chiba : la femme du bijoutier
- 1952 : La Mère (おかあさん, Okaasan?) de Mikio Naruse : O-Sei
- 1952 : Les Jeunes gens (若い人, Wakai hito?) de Kon Ichikawa
- 1952 : La Femme qui a touché les jambes (足にさわった女, Ashi ni sawatta onna?) de Kon Ichikawa
- 1953 : Epitome (縮図, Shukuzu?) de Kaneto Shindō : la femme d'Isogai
- 1953 : La Révolution bleue (青色革命, Aoiro kakumei?) de Kon Ichikawa : Tsuneko Koizumi
- 1953 : Le Profil de la ville (都会の横顔, Tokai no yokogao?) de Hiroshi Shimizu : Kiyoko
- 1953 : Les Amants (愛人, Aijin?) de Kon Ichikawa : Mme Ushiyama
- 1953 : Lettre d'amour (恋文, Koibumi?) de Kinuyo Tanaka : la libraire
- 1954 : Tout sur moi (わたしの凡てを, Watashi no subete o?) de Kon Ichikawa
- 1954 : Derniers Chrysanthèmes (晩菊, Bangiku?) de Mikio Naruse : Nobu
- 1954 : L'Ange du samedi (土曜日の天使, Doyobi no tenshi?) de Kajirō Yamamoto
- 1955 : Voici une fontaine (ここに泉あり, Koko ni izumi ari?) de Tadashi Imai
- 1955 : Janken musume (ジャンケン娘?) de Toshio Sugie
- 1955 : Journal d'un policier (警察日記, Keisatsu nikki?) de Seiji Hisamatsu
- 1956 : La Rue de la honte (赤線地帯, Akasen chitai?) de Kenji Mizoguchi : Tatsuko Taya
- 1956 : Le Cœur d'une épouse (妻の心, Tsuma no kokoro?) de Mikio Naruse
- 1956 : Gendai no yokubō (現代の欲望?) de Seiji Maruyama
- 1956 : Le Soleil et la rose (太陽とバラ, Taiyō to bara?) de Keisuke Kinoshita : la mère d'Akiyama
- 1957 : Une femme indomptable (あらくれ, Arakure?) de Mikio Naruse
- 1957 : Jeune fille sous le ciel bleu (青空娘, Aozora Musume?) de Yasuzō Masumura : Tatsuko Ono
- 1958 : La Lumière des lucioles (螢火, Hotarubi?) de Heinosuke Gosho
- 1958 : Anzukko (杏っ子, Anzukko?) de Mikio Naruse
- 1959 : Bonjour (お早う, Ohayo?) de Yasujirō Ozu : Kayoko Fukui
- 1959 : Débordements (氾濫, Hanran?) de Yasuzō Masumura : Fumiko
- 1959 : Le Mur humain (人間の壁, Ningen no kabe?) de Satsuo Yamamoto
- 1960 : La Princesse errante (流転の王妃, Ruten no ōhi?) de Kinuyo Tanaka : Kazuko Sugawara
- 1960 : Quand une femme monte l'escalier (女が階段を上る時, Onna ga kaidan wo agaru toki?) de Mikio Naruse
- 1960 : Meurtre à Yoshiwara (花の吉原百人斬り, Hana no Yoshiwara hyaku-nin giri?) de Tomu Uchida : Ogen
- 1960 : Fin d'automne (秋日和, Akibiyori?) de Yasujirō Ozu : Fumiko
- 1961 : Le Foyer zéro (ゼロの焦点, Zero no shōten?) de Yoshitarō Nomura : la femme de Sotaro Uhara
- 1961 : Le Piège (飼育, Shiiku?) de Nagisa Ōshima : Katsu, la femme de Kazumasa
- 1961 : La Nuit des femmes (女ばかりの夜, Onna bakari no yoru?) de Kinuyo Tanaka : Dr Kitamura
- 1962 : Les Vieilles Dames du Japon (喜劇 にっぽんのお婆あちゃん, Nippon no obaachan?) de Tadashi Imai
- 1962 : Notre mariage (私たちの結婚, Watakushi-tachi no kekkon?) de Masahiro Shinoda
- 1964 : L'Homme au pousse-pousse (無法松の一生, Muhōmatsu no isshō?) de Shinji Murayama
- 1964 : Une histoire d'Echigo (越後つついし親不知, Echigo Tsutsuishi Oyashirazu?) de Tadashi Imai : la femme du propriétaire
- 1964 : Sueur douce (甘い汗, Amai ase?) de Shirō Toyoda : Matsuko
- 1964 : Tourbillon charnel (おんなの渦と淵と流れ, Onna no uzu to fuchi to nagare?) de Kō Nakahira
- 1965 : Le Détroit de la faim (飢餓海峡, Kiga kaikyo?) de Tomu Uchida : la femme de Motojima
- 1965 : L'Ombre des vagues (波影, Nami kage?) de Shirō Toyoda : Ine Kosugi
- 1965 : Kekkon sōdan (結婚相談?) de Kō Nakahira : Riki Tonobe
- 1967 : Cent ans devant la gare (喜劇 駅前百年, Kigeki ekimae hyakku-nen?) de Shirō Toyoda
- 1968 : Aniki no koi bito (兄貴の恋人?) de Shirō Moritani : Kayo Kitagawa

## Récompenses et distinctions
Sauf indication contraire, les informations mentionnées dans cette section peuvent être confirmées par la base de données cinématographiques IMDb,  présente dans la section « Liens externes ».
- 1957 : prix du film Mainichi du meilleur second rôle féminin pour ses rôles dans La Rue de la honte, Le Soleil et la rose, Le Cœur d'une épouse et Gendai no yokubō[4]
- 1997 : prix spécial de la Japan Academy pour l'ensemble de sa carrière[5]